# Athina Rachel Tsangari
Athina Rachel Tsangari (Atenas, 2 de abril de 1966) es una directora de cine, guionista y productora de cine griega. Ha dirigido los largometrajes The Slow Business of Going (2000), Attenberg (2010) y Chevalier (2015).

## Carrera

### Inicios
Tsangari nació en Atenas, Grecia. Estudió literatura en la Universidad Aristóteles de Tesalónica y dirección de cine en la Universidad de Texas en Austin. Su primera experiencia trabajando en cine fue con un pequeño papel en la película Slacker de Richard Linklater en 1991. En 1995 se convirtió en la directora artística del Cinematexas International Short Film Festival, que estuvo activo hasta 2006. Más tarde se desempeñó como diseñadora de proyección y directora de vídeo en el equipo creativo dirigido por Dimitris Papaioannou que diseñó las ceremonias de apertura y clausura de los Juegos Olímpicos de verano de 2004 en Atenas.

### Reconocimiento
Su primer largometraje como directora, The Slow Business of Going (2000), se estrenó en el Festival Internacional de Cine de Salónica en 2000 y ganó el premio a la mejor película en el New York Underground Film Festival en 2002. La película fue descrita por Domitila Bedel en Senses of Cinema como "una erección permanente para la vista". Su segundo largometraje como directora, Attenberg, se estrenó en la competencia principal en el 67.º Festival Internacional de Cine de Venecia en 2010, donde ganó el Premio Coppa Volpi a la Mejor Actriz por su protagonista, Ariane Labed. El largometraje de Tsangari, Duncharon, fue galardonado con el Premio ARTE France Cinéma al mejor proyecto en el Festival Internacional de Cine de Róterdam CineMart 2012. Su película The Capsule (2012) se estrenó en los festivales de cine de Locarno, Toronto y Sundance y fue aclamada por la crítica.
En marzo de 2014 terminó de rodar su tercer largometraje, Chevalier (2015), una comedia estrenada en el Festival de Cine de Locarno. Ganó el premio a la Mejor Película en competencia oficial en el BFI-London Film Festival 2015. También recibió un premio al Mejor Actor por su elenco de conjunto masculino, y una Mención Especial del Jurado por su dirección en el Sarajevo IFF. Tuvo su estreno en Norteamérica en el Toronto IFF, seguido por el New York Film Festival con gran éxito de crítica.

## Filmografía

### Directora
- The Slow Business of Going (2000)
- Attenberg (2010)
- The capsule (2012)
- Chevalier (2015)
- Harvest (2024)

### Guionista
- The Slow Business of Going (2000)
- Attenberg (2010)

### Productora
- Kinetta (2005), dirigida por Yorgos Lanthimos
- Palestine Blues (2006), dirigida por Nida Sinnokrot
- Dogtooth (2007), dirigida por Yorgos Lanthimos
- Lovers of Hate (2010), dirigida por Bryan Poyser
- Alps (2011), dirigida por Yorgos Lanthimos
- Pearblossom Hwy (2012), dirigida por Mike Ott

### Actriz
- Slacker
- Before Midnight

## Premios y distinciones
Festival Internacional de Cine de Venecia
| Año  | Categoría               | Película  | Resultado |
| ---- | ----------------------- | --------- | --------- |
| 2010 | Premio Lina Mangiacapre | Attenberg | Ganadora  |